# 引發酶

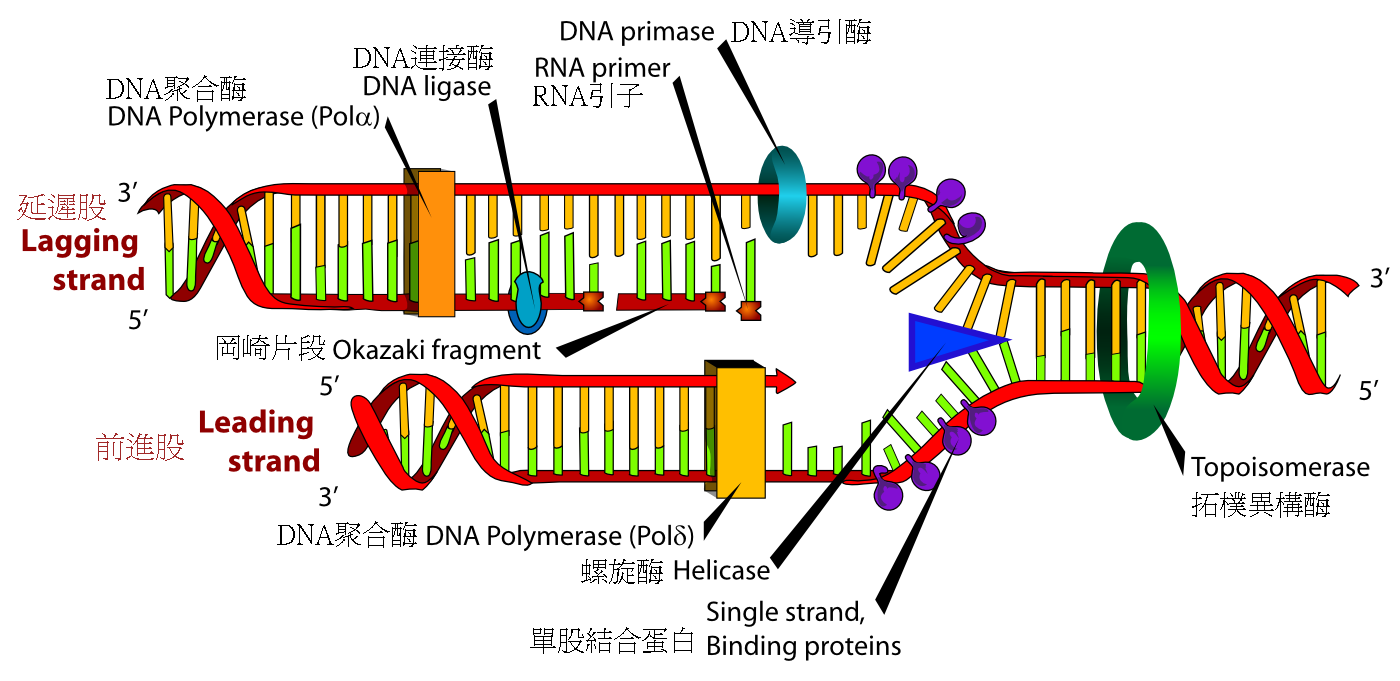
DNA複製叉圖示；DNA引发酶位於圖上方

引发酶（英語：primase，或译導引酶、引子酶、引物酶）是指在DNA复制的起始阶段，合成单链RNA引物的一种依赖DNA的RNA聚合酶，全名又称DNA引发酶；RNA引物合成后，DNA聚合酶会沿着引物继续合成单链DNA（延伸），此后RNA引物片段会被外切酶5'到3'方向切除。
引发酶催化一个称为引物的短RNA（或某些生物的DNA）片段的合成，并与单链DNA模板互补。引发酶是DNA复制起始阶段的关键酶之一，因为没有任何已知DNA聚合酶能在没有起始引物的情况下合成DNA。

## 类型
- DnaG
- PRIM1
- PRIM2